# Сепеда, Хосе (политик)
Хосе Сепеда Леон (исп. José Zepeda León, 1784 — 25 января 1837) — центральноамериканский политик, Верховный глава Никарагуа (как составной части Федеративной республики Центральной Америки).

## Биография
Служил в армии Франсиско Морасана, принимал участие во многих кампаниях в Центральной Америке. 21 февраля 1835 года Законодательная Ассамблея штата Никарагуа избрала его Верховным главой Никарагуа, а Хосе Нуньеса — заместителем Верховного главы.
За время пребывания у власти Хосе Сепеда наладил финансовое обращение, принял Уголовный кодекс, реорганизовал университеты в Леоне и Гранаде, основал газету «El Telégrafo Nicaragüense».
На федеральном уровне в 1835 году была поддержана реформа Конституции; однако так как поддержку изменениям выразили только Никарагуа и Коста-Рика, то она так и не вступила в силу. В 1836 году он позволил Мануэлю Кихано-и-Гарсии и прочим коста-риканским изгнанникам организовать вторжение в Гуанакасте, которое было отбито.
25 января 1837 года Хосе Сепеда был убит главой своего эскорта Браулио Мендиолой.